# Università nazionale somala
L'Università nazionale somala (UNS) fu fondata nel 1969 a Mogadiscio, in Somalia. Pur non essendo mai stata ufficialmente sciolta, l'università cessò di fatto di operare nel 1991, in seguito allo scoppio della guerra civile, che costrinse i docenti (tutti italiani) al rimpatrio. Nell'agosto 2014, grazie all'instaurazione di un governo centrale federale e a una rinnovata fase politica, l'Università viene ufficialmente riaperta.

## Storia
L'università fu istituita nel 1969 in base ad accordi tra il Ministero degli affari esteri e il governo somalo. Poiché la lingua somala non era ancora una lingua scritta (il suo sistema grafico fu elaborato solo nel 1972), le lezioni dell'UNS si svolgevano in italiano, così come erano italiani i docenti; era tuttavia previsto un progressivo processo di somalizzazione degli insegnanti.
I primi corsi attivati furono economia e giurisprudenza. Dal 1971 al 1973 furono poi istituiti altri corsi di laurea tra cui agraria, chimica, medicina, ingegneria e geologia. Nel 1986, il ministero somalo per l'educazione e cultura fece una ufficiale richiesta all'Università di Padova (che già gestiva i corsi di laurea in chimica e geologia) di organizzare una facoltà di scienze che comprendesse, oltre ai già esistenti corsi di laurea, quelli in matematica, fisica e biologia. Lo scopo di questo progetto era quello di formare la futura classe dirigente e tecnica del Paese.
Fu chiusa nel 1991 in seguito all'insorgere della guerra civile che devastò il Paese fino al 2013.
Il 14 novembre 2013, fu approvato all'unanimità un piano federale per riaprire l'UNS, con un costo di 55,2 milioni di dollari. L'apertura ufficiale dell'Università avvenne il 16 agosto 2014.
Il 18 settembre 2014, circa 480 studenti sostennero l'esame d'ingresso all'università, supervisionato dal Rettore Dr. Mohamed Ahmed Jimale e dal Ministro della Cultura e dell'Istruzione superiore Mohamed Ahmed Kulan. Nell'ottobre dello stesso anno fu inaugurato l'anno accademico, e tramite il suo profilo twitter l'Università annunciò che le lezioni sarebbero state tenute solo in inglese in una fase iniziale, ma che in futuro tutti i dipartimenti avrebbero insegnato anche in somalo, arabo e italiano.